# Michail Michajlovič Speranskij
Michail Michajlovič Speranskij (in russo Михаи́л Миха́йлович Спера́нский?; Čerkutino, 12 gennaio 1772 – San Pietroburgo, 22 febbraio 1839) è stato un politico russo.
Nel 1808, divenne segretario dello zar e resse la politica interna ed estera dell'impero fino alla Campagna di Russia. Esiliato negli Urali nel 1812, fu riabilitato nel 1816. Governatore della Siberia (1819-21), fu poi membro del consiglio di Stato e della cancelleria di Nicola I (1825). Fu creato conte nel 1839.

## Biografia
Buon funzionario di tendenze illuministe, considerato filo-francese, Speranskij era stato direttore di uno dei primi giornali della Russia e grazie alle sue capacità, lodate anche da Napoleone, che lo definì "l'unica mente dalle idee chiare in Russia", è a lui che si dovette la riforma dell'istruzione, della tesoreria e la riforma codicistica, anche se non completa.
In un primo momento Speranskij limitò il proprio raggio d'azione alla riforma amministrativa, mirando soprattutto ad una migliore selezione del personale, imponendo come requisito per l'accesso alla carriera burocratica il superamento di un esame o, nel caso della magistratura, la laurea.
In secondo luogo aumentò i ministeri da otto a dodici ed impose la costituzione di un bilancio unico dello stato.
Infine, nel 1809, propose allo zar una bozza di costituzione, in base alla quale la popolazione sarebbe stata suddivisa in tre classi sociali con diritti civili e politici progressivi basati sul censo; la popolazione dotata di diritto di voto avrebbe poi eletto un parlamento monocamerale, la duma, con un pieno potere legislativo, alla quale si sarebbe affiancato un consiglio di stato, suddiviso in diverse sezioni con compiti amministrativi.
La proposta fu però accantonata per via del pericolo napoleonico e per l'opposizione nobiliare: se il consiglio di stato fu creato il 1º gennaio 1810, la duma rimase invece solo sulla carta.
Infine Speranskij pose la propria attenzione all'istruzione pubblica. Infatti, se all'inizio del regno esistevano tre università nelle città di Mosca, Vilnius e Dorpat (Tartu), lo zar Alessandro I ne costituì altre tre a San Pietroburgo, Char'kov e Kazan'. Inoltre, grazie all'appoggio imperiale e della nobiltà, nacquero diversi licei, istituti superiori letterari o scientifici.
Speranskij fu membro della massoneria, membro della Loggia "La Stella polare" nel 1809-10, fece venire in Russia il teologo protestante e massone ungherese Ignác Aurél Fessler (1756-1839), membro dell'accademia ungherese delle scienze, che fu nominato professore di lingua ebraica e di filosofia all'Accademia di teologia di San Pietroburgo, con l'intenzione di servirsene per riformare in senso razionalista la massoneria spiritualista e mistica russa, ma l'opposizione della Chiesa ortodossa e dello zar fece fallire il suo progetto e Fessler, che aveva fondato una loggia massonica a San Pietroburgo, dovette rifugiarsi presso i Fratelli moravi dei tedeschi del Volga.

## In Guerra e pace
Così lo descrive Lev Tolstoj in Guerra e pace (libro secondo, parte terza): "...alto, stempiato, biondissimo, sulla quarantina, con una fronte aperta e spaziosa e un volto allungato, di un biancore insolito, strano. Portava un frac blu, una croce al collo e una stella sul lato sinistro del petto". (ed. Einaudi 2018 e 2019, traduzione di Emanuela Guercetti).